# Dez Vidas
Dez Vidas é uma telenovela brasileira produzida pela extinta TV Excelsior e exibida de 4 de agosto de 1969 a 8 de abril de 1970 no horário das 19h30, totalizando 209 capítulos. Foi escrita por Ivani Ribeiro e dirigida por Gonzaga Blota, Reynaldo Boury e Gianfrancesco Guarnieri, sendo também a última novela da emissora.

## Produção e exibição
Teve produção pobre, pois a emissora estava à beira da falência. Com isso, muitos atores foram saindo devido aos salários atrasados e no final da novela só restavam Carlos Zara, Fábio Cardoso, Gianfrancesco Guarnieri, Oswaldo Mesquita e Peirão de Castro. Regina Duarte abandonou a novela na metade para trabalhar em Véu de Noiva, curiosamente sendo substituída pela maior estrela da Rede Globo até então, Leila Diniz. Inicialmente era transmitida as 19h30 e depois, passou para as 20h30.
De acordo com informações do pesquisador Gabriel Yudenich e revelada durante uma entrevista com a jornalista Heloísa Tolipan em 14 de maio de 2025, só foram preservados apenas os capítulos 119 e 120, estando sob posse da TV Cultura.

## Enredo
A Inconfidência Mineira é retratada, tendo como linha de frente o Mártir da Independência, Tiradentes. Como pano de fundo, o triânguloso amoroso entre Marília, Dirceu e Carlota.

## Elenco
| Ator/Atriz               | Personagem                                |
| ------------------------ | ----------------------------------------- |
| Carlos Zara              | Joaquim José da Silva Xavier (Tiradentes) |
| Gianfrancesco Guarnieri  | Tomás Antônio Gonzaga                     |
| Maria Isabel de Lizandra | Marília                                   |
| Regina Duarte            | Pompom                                    |
| Leila Diniz              | Pompom                                    |
| Vida Alves               | Lúcia                                     |
| Arlete Montenegro        | Carlota                                   |
| Stênio Garcia            | Joaquim Silvério dos Reis                 |
| Cláudio Corrêa e Castro  | Visconde de Barbacena                     |
| Vera Nunes               | Viscondessa de Barbacena                  |
| Nathalia Timberg         | Bárbara Heliodora                         |
| Fernando Torres          | Cláudio Manuel da Costa                   |
| Gracindo Júnior          | José Álvares Maciel                       |
| Édson França             | Alvarenga Peixoto                         |
| Maria Aparecida Alves    | Quitéria                                  |
| Antonio Pitanga          | José do Patrocínio                        |
| Geraldo Louzano          | Conselheiro Martinho de Mello             |
| Jovelthy Archângelo      | Bilac                                     |
| Cleyde Blota             | Eugênia                                   |
| Fábio Cardoso            | Padre Rolim                               |
| Osmano Cardoso           | Cônego Vieira                             |
| Rita Cléos               | Maria I                                   |
| João José Pompeu         | Vice-Rei D. Luís                          |
| Newton Prado             | Inácio                                    |
| Sílvio de Abreu          | Silas                                     |
| Cosme dos Santos         | Cosme                                     |
| Sílvio Francisco         | Tomé                                      |
| Peirão de Castro         | Carcereiro                                |
| Lélia Abramo             |                                           |
| Ruthinéa de Moraes       |                                           |
| Hemílcio Fróes           |                                           |
| Procópio Ferreira        |                                           |
| Castro Gonzaga           |                                           |
| Serafim Gonzalez         |                                           |
| Átila Iório              |                                           |
| Jacques Lagoa            |                                           |
| Roberto Maya             |                                           |
| Rodolfo Mayer            |                                           |
| Lucy Meirelles           |                                           |
| Osmar Prado              |                                           |
| Márcia Real              |                                           |
| Jacira Sampaio           |                                           |
| Luiz Serra               |                                           |
| Oswaldo Mesquita         |                                           |
| Abrahão Farc             |                                           |
| Marcus Toledo            |                                           |